# Rubén Darío Paredes
Rubén Darío Paredes del Río (* 11. August 1933 in Panama) ist ein ehemaliger panamaischer Offizier. Er war von 1982 bis 1983 Kommandeur der Nationalgarde und somit De-facto-Machthaber von Panama.

## Leben
Oberst Paredes kam nach der Vertreibung von Oberst Florencio Flores aufgrund der Instabilität der panamaischen Nationalgarde nach dem Tod von Omar Torrijos an die Macht. Er wurde an der Militärakademie in Nicaragua ausgebildet. Von 1975 bis 1978 amtierte er als Minister für Agrarentwicklung. Paredes Amtszeit als Kommandeur der Nationalgarde dauerte von März 1982 bis August 1983. Paredes wurde am 3. März in den Rang eines Generals befördert. Im August 1983 trat Paredes wegen eines Streits über die Haltung der Regierung gegenüber dem Engagement der Vereinigten Staaten in Nicaragua zurück. Er zog sich aus der panamaischen Nationalgarde zurück, nachdem er mit Manuel Noriega einen Vertrag abgeschlossen hatte, der Paredes zum Präsidenten machen würde. Nach seinem Rücktritt lehnte Noriega den Deal jedoch ab und ließ ihn verhaften. Paredes kandidierte erfolglos als Präsident bei den Wahlen von 1984. 1987 machte er noch einmal auf sich aufmerksam, indem er den Rücktritt von Noriega forderte.
Paredes befindet sich heute im Ruhestand und lebt in Panama-Stadt. Sein Onkel Rigoberto Paredes († 2007) war in den 1980er Jahren Mitglied der Nationalversammlung und soll einer der engsten Verbündeten Noriegas gewesen sein.